# Псезуапсе
Псезуапсе́ (адыг. Псышӏопэпс) — река в Лазаревском районе города Сочи, Краснодарского края. Четвёртая по длине река на территории города, после Мзымты, Шахе и Сочи. Длина реки составляет — 39 км, площадь водосборного бассейна — 290 км².
Впадает в Чёрное море (устье) на территории микрорайона Лазаревское. Другие населённые пункты по её течению — Алексеевка, Тхагапш, Марьино, Хакуч (заброшенный аул).

## Этимология
Этимология названия реки имеет несколько трактовок. По наиболее признанной версии название реки переводится с адыгейского языка как «светлая вода» или «добрая вода». По другим данным перевод выглядит как «река с хорошей водой». Современное название реки несколько искажено, поэтому возможен ещё вариант этимологии, как «река доброй воды» или «вода доброй реки». Есть так же предположение, что в основе гидронима лежит адыг. Псыдыупс — «река пиявок».

## Основные притоки
Слева
- Хаджуко
- Бабучек

Справа
- Алхасе
- Бжижу
- Хекуай